# Karl-Eduard Wilke
Karl-Eduard Wilke (* 24. Januar 1901 in Kiel; † 10. Mai 1990 in Hagen) war ein deutscher Generalmajor der Luftwaffe im Zweiten Weltkrieg.

## Leben
Wilke trat am 25. März 1918 ins Heer ein und diente in den letzten Tagen des Ersten Weltkriegs in der Infanterie. Nach dem Krieg diente er erst im Freikorps Eulenburg, bevor er am 10. Dezember 1919 als Leutnant in die Reichswehr übernommen wurde. Er machte 1926 eine private Fliegerausbildung und wurde am 1. August 1926 als Angehöriger des Artillerieregiments 1 der 1. Division zum Oberleutnant befördert. Ab 31. März 1928 nahm er an einer geheimen Fliegerausbildung auf dem sowjetischen Flugplatz Lipezk teil. Nach der Beförderung am 1. Januar 1934 zum Hauptmann wechselte er am 15. Juni 1934 zur neu entstandenen Luftwaffe und ging dort in den Stab des Inspekteurs der Aufklärungsflieger. Am 1. Mai 1935 ging er als Adjutant des Staatssekretär ins Reichsluftfahrtministerium, wo ihn am 1. Juni 1936 die Beförderung zum Major erreichte. Später, am 1. Oktober 1936 übernahm er als Gruppenkommandeur die III. Gruppe des Lehrgeschwaders Greifswald, dem späteren Lehrgeschwader 1. 
Nachdem er im April 1937 in gleicher Funktion in der II. Gruppe des Kampfgeschwaders 152 (das spätere Kampfgeschwader 1 „Hindenburg“) diente, nahm er ab 1. April 1938 eine Generalstabsausbildung auf, die er an der Luft-Kriegsakademie und der Heeres-Kriegsakademie absolvierte. Dem schlossen sich Posten als Erster Generalstabsoffizier im Stab des Generals der Luftwaffe beim Oberbefehlshaber des Heeres und, inzwischen als Oberstleutnant, Chef der Chefabteilung des Luftwaffen-Personalamtes im Reichsluftfahrtministerium. Nachdem er am 1. Oktober 1941 zum Oberst befördert wurde, übernahm er am 1. November 1942 das Kampfgeschwader 53 als Geschwaderkommodore. Das Geschwader mit seinen Heinkel He 111 kämpfte zu diesem Zeitpunkt im Deutsch-Sowjetischen Krieg im Mittelabschnitt der Front. Nachdem er am 15. März 1943 das Deutsche Kreuz in Gold erhielt, wechselte er ab 1. Mai 1943 als Generalstabschef zum Kommandierenden General der deutschen Luftwaffe in Rumänien. Am 16. November 1943 übernahm er dann dieselbe Stelle beim Luftwaffenkommando Südost, wo ihn am 1. Januar 1944 die Beförderung zum Generalmajor erreichte. Zum 1. November 1944 übernahm er die Stelle des Kommandeurs der Außenstelle Südost der Luftflotte 4 in Zagreb. Aber schon am 22. November 1944 wechselte er als Luftwaffen-Verbindungsoffizier in den Stab des Oberbefehlshabers West an die Westfront. Am 12. Januar 1945 übernahm er vertretungsweise das II. Jagdkorps als Kommandierender General, bevor er am 26. Januar 1945 die 15. Flieger-Division übernahm. Am 28. April 1945 übernahm er noch als Chef die Organisation-Abteilung der Luftflotte Reich. Nach der bedingungslosen Kapitulation der Wehrmacht ging er ab 12. August 1945 in britische Kriegsgefangenschaft, aus der er am 7. Juni 1947 wieder entlassen wurde.